# Spiridentaceae
Spiridentaceae là một họ rêu trong bộ Sphagnales.